# Munach Legarmeh
| ֽ | Sof pasuq       |  | ֑   | Etnachta            |
| ֶ | Segol (Trope)   |  | ֓ ׀ | Schalschelet gedola |
| ֔ | Zaqef qaton     |  | ֕   | Zakef gadol         |
| ֗ | Rewia           |  | ֖   | Tipcha              |
| ֮ | Zarqa (Trope)   |  | ֙   | Paschta             |
| ֚ | Jetiw           |  | ֛   | Tewir               |
| ֜ | Geresch (Trope) |  |    | Gerschajim (Trope)  |
| ֡ | Pazer           |  | ֟   | Qarne para          |
| ֠ | Telischa gedola |  | ֣ ׀ | Munach Legarmeh     |

| ֣ | Munach           |  | ֤ | Mahpach         |
| ֥ | Mercha           |  | ֦ | Mercha kefula   |
| ֧ | Darga (Trope)    |  | ֨ | Qadma           |
| ֩ | Telischa qetanna |  | ֪ | Jerach ben jomo |
| ֖ | Majela (Trope)   |  |  |                 |

 Munach Legarmeh  ◌֣ ׀ (hebräisch מוּנַח לְגַרְמֵיהּ) ist eine Trope in der jüdischen Liturgie und zählt zu den biblischen Betonungszeichen Teamim, die in der Tora und anderen Büchern erscheinen.

## Begriffe
| Trope                                                                          |
| ------------------------------------------------------------------------------ |
| von altgriechisch τρόπος tropos über jiddisch טראָפּ trop dt.: Betonung, Melodie |

In der aschkenasischen Tradition wird es Munach legarmeh genannt. In der sephardischen Tradition wird es auch Paseq genannt. In der italienischen Tradition wird es Legarmeh genannt. In der jemenitischen Tradition wird es Pasiq genannt.

## Symbol
Munach Legarmeh hat zwei Teile und besteht aus dem Symbol des Munach und dem senkrechten Strich Paseq.

## Grammatik
Das Legarmeh bzw. auch Munach-Legarmeh („unabhängiges“ Munach) ist anders als das konjunktive Munach eine disjunktive Trope der vierten Ebene, die mit einem zusätzlichen senkrechten Strich unmittelbar nach dem Wort gekennzeichnet wird. Das Legarmeh ist eine gelegentlich eingesetzte Alternative zum Geresh, der sonst verwendeten disjunktiven Trope der vierten Ebene.

### Legarmeh und Munach-Rewia
Legarmeh ist eine Disjunktion. Diesem folgt üblicherweise Munach-Rewia. Jacobson illustriert dies u. a. an den Beispielen Exodus 6,5  (וְגַ֣ם׀ אֲנִ֣י שָׁמַ֗עְתִּי), Lev 11,2  (כֹּ֣ל׀ מַפְרֶ֣סֶת פַּרְסָ֗ה), Exodus 21,32  (כֶּ֣סֶף׀ שְׁלֹשִׁ֣ים שְׁקָלִ֗ים).

### Mercha und Legarmeh und Munach-Rewia
Wenn sich zwei Worte in einem Legarmeh-Segment befinden, gilt folgendes: Wenn das vorhergehende Wort sich in der Bedeutung auf das Wort mit Legarmeh bezieht, dann wird es mit einer Konjunktion gekennzeichnet, dem Akzent Mercha.
Jacobson illustriert dies u. a. an den Beispielen Exodus 14,10  (וְהִנֵּ֥ה מִצְרַ֣יִם׀ נֹסֵ֣עַ אַחֲרֵיהֶ֗ם), Lev 13,52  (אֹ֥ו אֶֽת־הַשְּׁתִ֣י׀ אֹ֣ו אֶת־הָעֵ֗רֶב), Lev 13,59  (בֶּ֥גֶד הַצֶּ֣מֶר׀ אֹ֣ו הַפִּשְׁתִּ֗ים), Gen 31,33  (בְּאֹ֥הֶל יַעֲקֹ֣ב׀ וּבְאֹ֣הֶל לֵאָ֗ה).

### Mercha und Legarmeh ohne Munach-Rewia
Es gibt auch mehrere Beispiele wo auf Mercha und Legarmeh kein Munach-Rewia folgt. Jacobson illustriert dies u. a. an den Beispielen Lev 10,6  (רָֽאשֵׁיכֶ֥ם אַל־תִּפְרָ֣עוּ׀ וּבִגְדֵיכֶ֤ם לֹֽא־תִפְרֹ֨מוּ֙ וְלֹ֣א תָמֻ֔תוּ), Lev 21,10  (אֲֽשֶׁר־יוּצַ֥ק עַל־רֹאשֹׁ֣ו׀ שֶׁ֤מֶן הַמִּשְׁחָה֙ וּמִלֵּ֣א אֶת־יָדֹ֔ו), Gen 28,9  (אֶֽת־מָחֲלַ֣ת׀ בַּת־יִשְׁמָעֵ֨אל בֶּן־אַבְרָהָ֜ם).

## Erscheinen
| Buch            | Legarmeh |
| --------------- | -------- |
| Tora            | 283      |
| Genesis         | 60       |
| 00Exodus        | 62       |
| 00Leviticus     | 45       |
| 00Numeri        | 60       |
| 00Deuteronomium | 56       |
| Nevi’im         | 337      |
| Ketuvim         | 203      |

Munach legarmeh erscheint in der Tora 283 mal und kommt ausschließlich im Rewia-Segment vor.

## Melodie
Munach legarmeh kommt zusammen mit einem zweiten Munach vor, wobei Munach legarmeh eine wesentlich längere Melodie als der zweite Munach hat. Hier die askenasische Melodie zum Munach-Legarmeh:

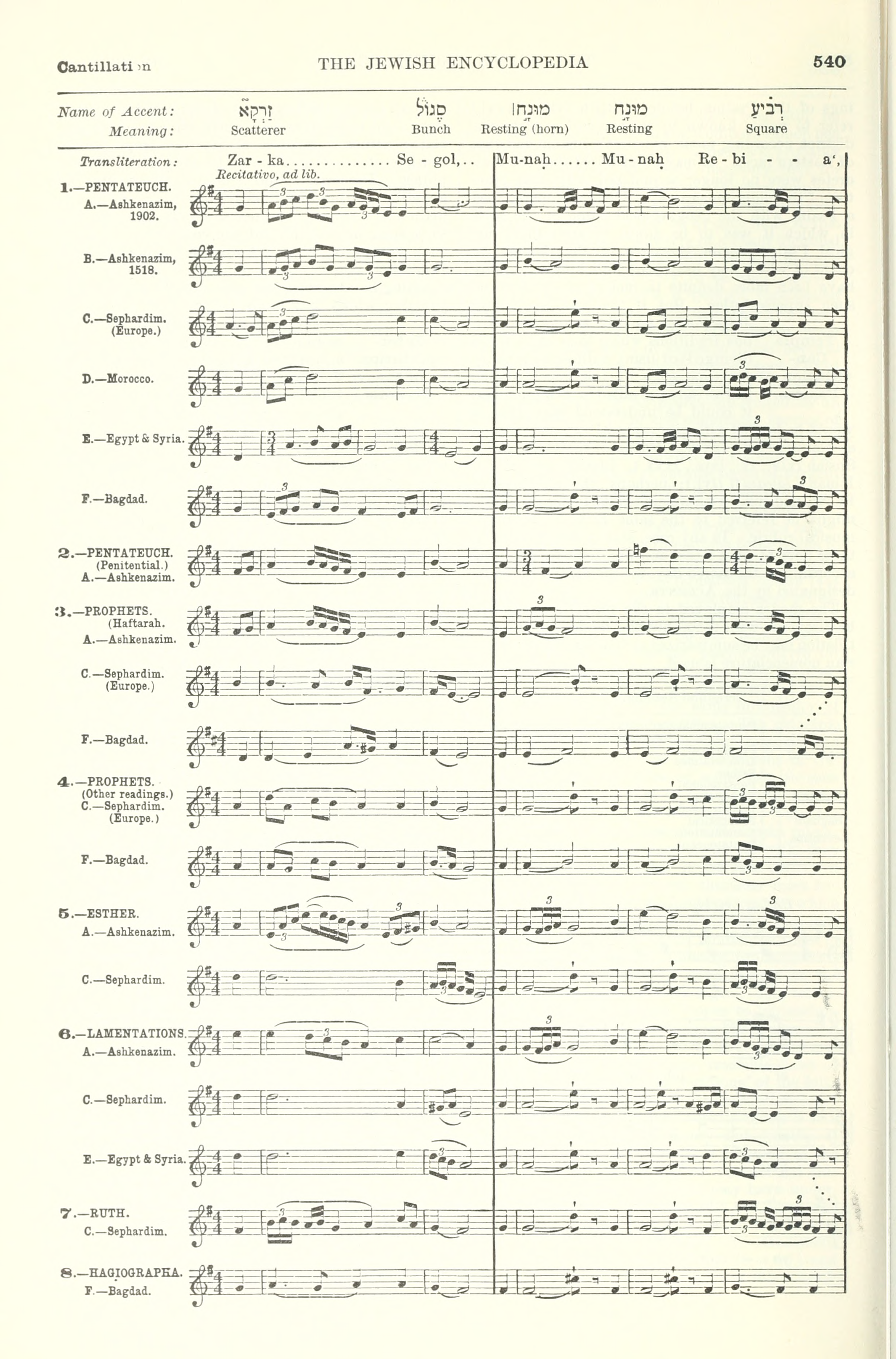
Munach legarmeh + munach + Rewia (Munachs in der Rewia-Tropengruppe)